# 렌 응

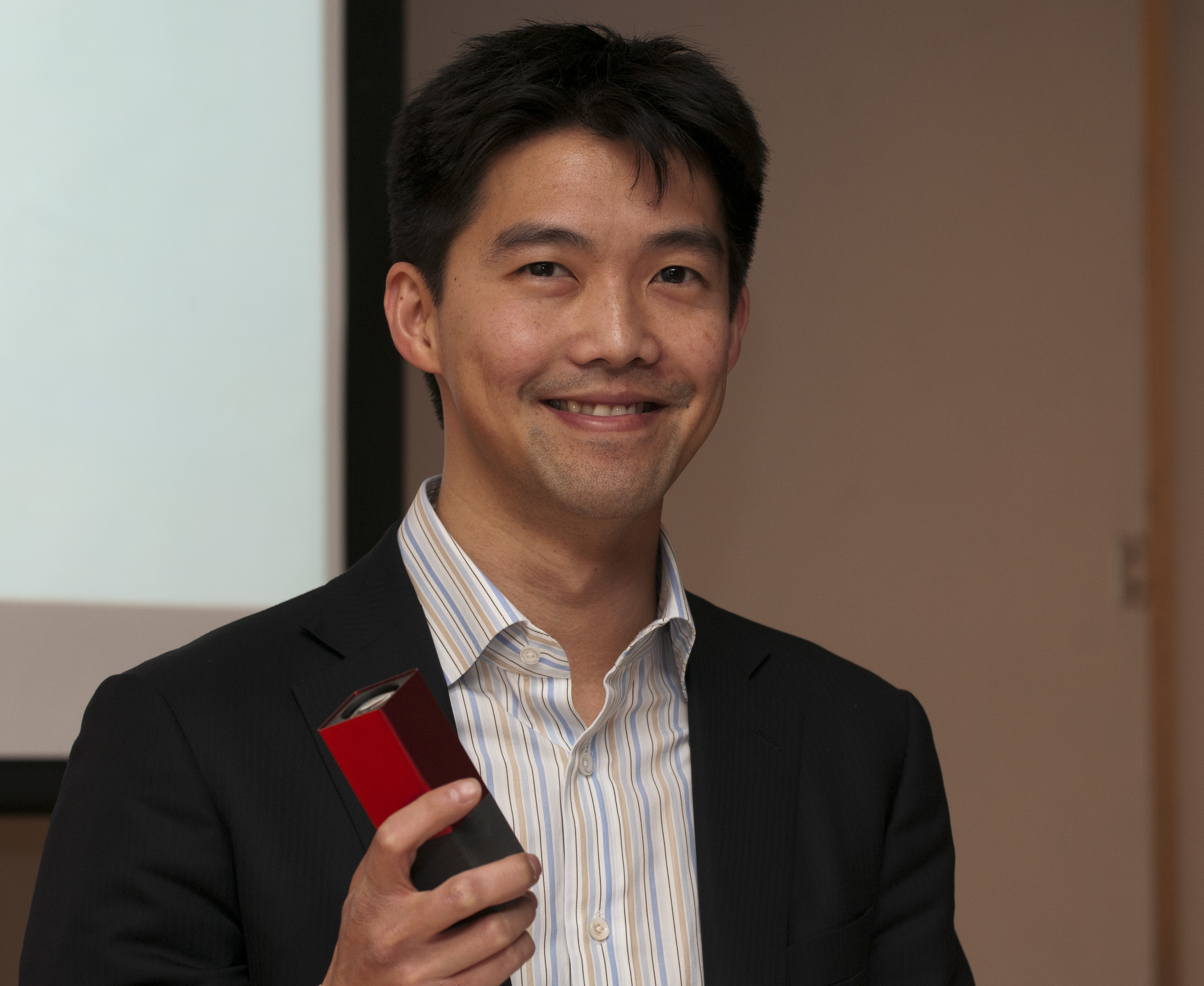

렌 응은 본명이 이렌 응(Yi-Ren Ng, 1979년 9월 21일 ~ ) 또는 우이런(吴义仁)으로 말레이시아 화교계 미국인으로 라이트 필드 카메라 회사인 라이트로를 세웠다. 지금은 UC 버클리에서 교수로 일하고있다. 주요 과목은 CS294 Computational Color이다.
어렸을 때 가족과 함께 호주로 이민간 뒤, 대학원은 미국 스탠퍼드 대학교에서 팻 핸러핸의 지도로 박사 학위를 받았다.